# Repertório
Na Teoria da informação, o conceito de Repertório se refere ao nível de conhecimento do receptor, o seu nível cultural, a sua instrução; é todo conhecimento armazenado, que modifica e confirma os ideais do ser. Assim, o ser pode ser definido por uma ideologia, pelas experiências, pelas ações, enfim, pelo repertório individual... Quando o repertório utilizado pelo emissor em uma determinada mensagem está em um nível acima do repertório do receptor, existe incompatibilidade de níveis de repertório e a apreensão da mensagem em sua totalidade pelo receptor é impossível.